# Kanton Hamm
Der Kanton Hamm wurde 1808 im Zuge der Verwaltungsreform im Großherzogtum Berg auf Kreisebene geschaffen und war Teil des Arrondissements Hamm im Departement der Ruhr. Der Kanton Hamm zerfiel 1808 zunächst in die Stadtgemeinde Hamm sowie erstens Die Gemeinden des vorherigen Amtes Hamm, zweitens Die Gemeinden des Gerichtes Haaren/Untrop, nämlich Untrop, Haaren, Schmeehausen, Norddinker, Frielinghausen, Vöckinghausen und drittens Die Gemeinden des Gerichtes Reck, nämlich Reck, Berg-Kamen, Overberge, Rottum, Derne, Lerche. Zu einem späteren Zeitpunkt findet sich die Untergliederung in die Munizipalitäten Hamm, Pelkum und Rhynern. Dem Kanton stand kein zusätzlicher Verwaltungsbeamter vor, sondern die Munizipalitäten waren direkt dem Unterpräfekten des Arrondissements Hamm unterstellt.